# Stegnammininae
Stegnammininae es una subfamilia de foraminíferos bentónicos de la familia Stegnamminidae, de la superfamilia Saccamminoidea, del suborden Saccamminina y del orden Astrorhizida. Su rango cronoestratigráfico abarca desde el Ordovícico hasta la Actualidad.

## Discusión
Clasificaciones previas incluían Stegnammininae en la familia Psammosphaeridae de la superfamilia Astrorhizoidea, así como en el suborden Textulariina del orden Textulariida, agrupando géneros del Ordovícico hasta el Devónico: Blastammina, Ceratammina, Raibosammina, Stegnammina y Thekammina.

## Clasificación
Stegnammininae incluye a los siguientes géneros:
- Anictosphaera †
- Blastammina †
- Bykovaeina †
- Ceratammina †
- Gastroammina †
- Luekatiella †
- Pseudastrorhiza †
- Raibosammina †
- Spiculosiphon
- Stegnammina †
- Storthosphaera
- Thekammina †
- Thuramminoides †

Otro género considerado en Stegnammininae es:
- Titanopsis, aceptado como Storthosphaera